# Marianisté
Marianisté (latinsky celým názvem Societas Mariae, ve zkratce SM) je řeholní společnost papežského práva, kterou založil roku 1817 kanovník Guillaume-Joseph Chaminade (česky Vilém Chaminade, 1761-1850).

## Historie

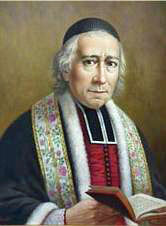
Guillaume-Joseph Chaminade, zakladatel řeholní kongregace Marianistů

V roce 1825 byla uznána civilní autoritou (státem). Apoštolský stolec ji schválil roku 1839 a roku 1865 obdržela potvrzení své konstituce.
Účelem této řeholní společnosti bylo šíření katolické víry výchovou a vyučováním, řízením mariánských laických kongregací a mládežnických spolků, exerciciemi a misiemi. Zvláštní úctě se těší Panna Maria, jíž platí čtvrtý slib „stability“ (symbolizovaný nošením zlatého prstenu, denní modlitbou růžence a malým mariánským oficiem).
Členové mají stejná práva, ať jde o kněze, nebo laické bratry (učitele, vychovatele atd.). Generální superior sídlí nyní v Římě, dříve v různých místech (1860-1903 v Paříži). Řídí provincie a viceprovincie.
Marianisté jsou rozšířeni především v románských zemích. Členové společnosti nemají žádný vlastní řeholní oděv.
Roku 1971 měli 2 827 členů. Dne 31. prosince 2005 kongregace sestávala z 209 domů s 1 452 řeholníky, z nich 459 byli kněží.

## Generální představení
- Guillaume Joseph Chaminade (1817–1845)
- Georges-Joseph Caillet (1845–1868)
- Jean-Joseph Chevaux (1868–1875)
  - Charles Demangeon (1875–1876) (Generální vikář)
- Joseph Simler (1876–1905)
- Joseph Hiss (1905–1922)
  - Henri Lebon (1922–1922) (Generální vikář)
- Ernest-Joseph Sorret (1923–1933)
  - François Joseph Jung (1933–1934) (Generální vikář)
- François-Joseph Kieffer (1934–1940)
  - François Joseph Jung (1940–1946) (Generální vikář)
- Sylvester Joseph Juergens (1946–1956)
- Paul-Joseph Hoffer (1956–1971)
- Stephen Joseph Tutas (1971–1981)
- Jose Maria Salaverri (1981–1991)
- Quentin Joseph Hakenewerth (1991–1996)
- David Joseph Fleming (1996 – 21. července 2006)
- Manuel Cortés (2006 – ...)

## Marianisté v českých zemích
V Čechách se objevili jen na velmi krátkou dobu, a to v litoměřické diecézi.